# 難波英夫
難波 英夫（なんば ひでお、1888年2月5日 - 1972年3月7日）は岡山県出身の社会運動家。

## 経歴
高梁川の支流成羽川の一支流、日名川の源である熊之谷（現・高梁市成羽町上日名）に生まれる。父は小学校の校長であった。自身は部落外の出身だが、9歳で部落差別の存在を知る。経済的理由で旧制高梁中学校（現・岡山県立高梁高等学校）への進学を断念。15歳で準教員の試験に合格。16歳で阿部小学校の準訓導となる。翌年、近似（ちかのり）という被差別部落の分教場に派遣されて生徒指導に悩み、自信を失って教師を辞職。
1912年、朝鮮の京城日報記者となり、1917年に帰国。1918年、東京時事新報社に入り、1919年、大阪時事新報社社会部長に転じる。
1922年、大阪時事新報で部落差別問題を取り上げているのに目をつけた融和事業家の寺田蘇人から「大日本平等会」を作る相談を持ちかけられたが、西光万吉、駒井喜作、米田富の訪問を受けて「平等会」の設立をやめ、同年3月3日の全国水平社創立に部落外から協力することを約束。このため寺田からは「エタの小僧に何ができる」という詰問状が届いたという。その後、寺田は大阪府十三警察署の部長をしていたことが判明した。
社会主義の研究に没頭し、大阪時事新報社を退社、関西における社会主義の新聞「ワシラノシンブン」を1924年に創刊。「解放新聞」の前身だが、1947年創刊の「解放新聞」とは別の新聞である。1926年、東京毎夕新聞社編集局長。
1927年、労働農民党中央常任委員。1928年、日本共産党に入党し労働農民党から第1回普通選挙に立候補したが落選。1929年、治安維持法違反で逮捕。1933年、保釈中に再び検挙を受けた。
戦後は部落解放同盟中央委員に推されたこともある。部落解放同盟東京都連合会執行委員、同台東支部長を務めたが、部落解放同盟と日本共産党の離反に伴い部落解放同盟から離脱。日本国民救援会初代会長。

## 著書
- 『救援運動物語』（日本国民救援会、1966年）
- 『万年青 （南英歌集 私の生活記録）』（新日本歌人協会、1968年）